# زباستیان ووچکه
زباستیان ووچکه (آلمانی: Sebastian Wotschke؛ زادهٔ ۲۹ ژانویهٔ ۱۹۹۲) دوچرخه‌سوار پیست اهل آلمان است.
وی در مسابقات قهرمانی دوچرخه‌سواری پیست اروپا ۲۰۱۶ در بخش رقابت حذفی (elimination race) در رده نهم و در بخش تعقیبی تیمی در رده دوازدهم قرار گرفته است.